# Sason robustum
Sason robustum is een spinnensoort uit de familie Barychelidae. De soort komt voor in India, Sri Lanka en de Seychellen.